# Re:Zero − Re:vivre dans un autre monde à partir de zéro
Autre
Re:Zero − Re:vivre dans un autre monde à partir de zéro (Re:ゼロから始める異世界生活, Zero kara hajimeru isekai seikatsu, litt. « Commencer la vie dans un autre monde à partir de zéro »), est un webnovel (roman) écrit par Tappei Nagatsuki et illustrée par Shinichirou Otsuka. Depuis le 25 janvier 2014 et au 25 juin 2025, quarante-et-un volumes ont été publiés par Kadokawa (anciennement Media Factory) dans sa collection MF Bunko J. Ofelbe édite la version française depuis juin 2017 et Yen Press la version anglaise sous le titre Re:Zero –Starting Life in Another World.
Les quatre premiers Arcs narratifs de la série sont adaptées en manga. La première et la troisième partie sont dessinées par Daichi Matsue et publiées par Media Factory entre juin 2014 et janvier 2015, puis entre mai 2015 et septembre 2019 pour la troisième. La deuxième partie est dessinée par Makoto Fugetsu et publiée par Square Enix entre octobre 2014 et octobre 2017. La quatrième partie est dessinée par Haruno Atori et composée par Yu Aikawa, et publiée par Kadokawa à partir de septembre 2019. Ototo publie la version française des quatre premières parties sous le titre Re:Zero - Re:Life in a different world from zero.
Une adaptation en anime par White Fox est diffusée entre avril et septembre 2016. Une deuxième saison est divisée en deux cours, dont la première partie a été diffusée du 8 juillet au 30 septembre 2020 tandis que la seconde est diffusée du 6 janvier au 24 mars 2021. Une troisième saison est sortie avec la première partie 2 octobre 2024 et s'est terminée le 20 novembre, la deuxième partie a été diffusée le 5 février 2025 jusqu'au 26 mars 2025. A la sortie du dernier épisode, un trailer sort annonçant qu'une quatrième saison est en cours de production,.
Les saisons de la série d'animation et les OAV sont diffusées à l'étranger et en France (sauf pour les OAV) en streaming sur Crunchyroll. La première saison est aussi publiée en DVD et Blu-ray par @Anime pour les pays européens francophones.

## Synopsis

### Premier arc —Un premier jour tumultueux
(Light novel : volume 1 ; Roman Web : 24 chapitres ; série animée : épisodes 1 à 3 de la première saison ; Adaptation manga : 2 volumes)
Un jour, en sortant d'une supérette, un lycéen japonais en survêtement du nom de Subaru Natsuki est transporté dans un monde parallèle sans aucune explication. En essayant de prendre ses marques dans ce nouveau monde, Subaru est attaqué par une bande de brigands. Sur le point de mourir, il est sauvé par une demi-elfe aux cheveux argentés se nommant « Satela », accompagnée d’un esprit ayant une apparence de chat, Puck. Pour lui rendre la pareille, il décide de l’aider dans ses tâches quotidiennes, pour notamment retrouver l’insigne qui lui a été volé par Felt, une jeune fille vivant de larcins. Plus tard, dans les bas quartiers de la ville, ils sont attaqués et tués par une mystérieuse personne. Avant de mourir, Subaru promet à Satela qu’il fera tout pour la sauver.
Cependant, au lieu de mourir définitivement, Subaru se réveille au lieu et au jour où il est arrivé dans ce monde. C’est à ce moment-là qu'il se rend compte qu’il est renvoyé à un point fixe dans son passé immédiat à chaque fois qu'il meurt, lui permettant ainsi d’agir en connaissance de cause afin de modifier le cours des événements et sauver Satela. Au bout de plusieurs morts et avec l’aide de Reinhard, le Maître Épéiste, Subaru finit par sauver la demi-elfe des lames mortelles d’Elsa, l'assassin venue négocier l’insigne volé. Subaru obtient également le véritable nom de la jeune fille, qui se révèle être « Émilia », et cette dernière récupère son insigne.

### Deuxième arc —La semaine chaotique
(Light novel : volumes 2 et 3 ; Roman Web : 50 chapitres ; série animée : épisodes 4 à 11 de la première saison ; Adaptation manga : 4 volumes)
Subaru se réveille et constate qu’il se trouve dans une chambre, allongé sur un lit. Il fait la connaissance des jumelles Ram et Rem, les domestiques, ainsi que Béatrice, la gardienne de la bibliothèque, et Roswaal L. Mathers, le propriétaire des lieux et soutien d'Émilia. Ce dernier propose à Subaru de lui accorder une faveur pour avoir sauvé cette dernière, sa candidate à l’élection royale dont l’insigne représente la preuve légitime de sa candidature. Subaru demande alors à être engagé en tant que majordome au manoir et participe aux tâches quotidiennes aux côtés de Ram et Rem.
Plus tard, Subaru se réveille à nouveau dans la chambre, dans les mêmes conditions que lors de son arrivée au manoir. Ne comprenant pas pourquoi il est mort, il décide d’enquêter sur les raisons de son décès. S’ensuivent alors plusieurs morts traumatisantes, en particulier lorsque Rem s’acharne contre lui jusqu’à le tuer ou en découvrant, au contraire, que c'est elle qui est décédée. Ne pouvant expliquer les événements, il se retrouve pourchassé par Ram, voulant venger sa sœur, mais finit par se suicider en promettant de sauver tout le monde.
Dans la nouvelle boucle temporelle ainsi créée, Subaru apprend, avec l’aide de Pack et non sans mal, une magie de l’ombre nommée Shamak (シャマク, Shamaku), permettant de générer un nuage noir opaque privant les personnes touchées de leurs sens. Avec l’aide de Béatrice, il comprend que ses morts sont liées à une malédiction causée par la morsure d’un chiot au village et peut ainsi en être soigné. Ce faisant, Subaru s’engage, avec l’aide de Rem, dans une lutte contre les Ulgarms, des Bêtes Démoniaques qui ont enlevé les enfants du village dans la forêt avoisinante. Dans cette forêt, la fille disparue est retrouvée par Subaru mais il se pourrait que ça soit un piège, un chien démoniaque repère la présence de Subaru mais il réussit à lui tuer hélas il fera face à une meute d'olgarm. L'arrivée de Ram permettra de s'échapper mais une avalanche se produit et Rem poussa notre Héro pour le sauver. Rem se transforma et tua quelque chiens mais au moment où une d'olgarm veulent sauter sur Rem Subaru la poussa également pour la sauver et elle retrouva ses esprits mais Subaru récolta plusieurs malédictions. Subaru se réveilla dans une chambre au village et voyant Émilia, il conclut qu'elle l'avait encore soigné avec l'aide de Pack. Dans un coin du village Dame Béatrice annonce à Subaru qu'il lui reste 12h pour vivre et veut aller sauver Rem avec l'aide de Ram qui est allé tuer tous les olgarms pour sauver Subaru. Il découvre au passage la haine de Rem envers le Culte de la Sorcière et ses pouvoirs décuplés grâce à sa corne d’ogre (鬼, oni). Subaru se retrouve finalement contre la source de la malédiction, le chiot, qui se transforme en monstre géant. Malgré ses efforts et sur le point de mourir à nouveau, il est sauvé à point nommé par Roswaal, revenu de justesse au domaine.[pas clair]

### Troisième arc —Retour à la capitale royale
(Light novel : volumes 4 à 9 ; Roman Web : 89 chapitres ; série animée : épisodes 12 à 25 de la première saison et épisode 1 de la seconde saison ; Adaptation manga : 11 volumes)
Après les événements survenus au domaine, Émilia est convoquée à la capitale par rapport à l’élection royale et part accompagnée de Subaru, Rem et Roswaal. Malgré la demande d’Émilia de ne pas pénétrer au château, Subaru s’y rend quand même grâce à Priscilla, une autre candidate. Sur les lieux, il y fait la rencontre des deux candidates restantes, Crusch et Anastasia, et de leurs chevaliers, Felix et Julius. Reinhard fait son retour en tant que chevalier de la cinquième candidate à l’élection royale, qui n’est autre que Felt. Subaru déclare également être le chevalier d’Émilia, s’attirant alors les foudres de Julius au point de se battre en duel contre lui. Il en sort salement amoché et Émilia décide de repartir sans Subaru, puisqu’il ne peut rien lui avouer sur les raisons de son entêtement à vouloir la suivre.
Soigné par Felix dans la demeure de Crusch, Subaru apprend de Rem qu’il se passe des choses étranges autour du manoir. Malgré les avertissements de ses hôtes, Subaru décide de s’y rendre en compagnie de Rem, bien qu’elle finisse la route seule pour le protéger. Malheureusement, en arrivant au manoir, il y découvre de nombreux cadavres dont celui de Rem et meurt en entrant dans une pièce gelée. Dans les boucles temporelles suivantes, Subaru est confronté à des membres du Culte de la Sorcière et leur chef, Pételgeuse, qui torture Rem sous ses yeux. Dans l’une de ces boucles, arrivé au manoir, il tente de révéler à Émilia qu’il peut revenir à la vie grâce à sa faculté. Néanmoins, cela provoque la mort de la demi-elfe et la rage de Pack qui recouvre les environs d'un lourd blizzard, tuant également Subaru. Cette nouvelle mort fait tomber Subaru dans un profond désespoir aboutissant sur une longue discussion avec Rem, au bout de laquelle il regagne ses esprits et décide de sauver Émilia à tout prix, en recommençant à partir de zéro.
Par la suite, Subaru réussit à former une alliance avec Crusch et Anastasia pour combattre la Baleine Blanche, une Bête Démoniaque gigantesque. S’ensuit une longue bataille contre le monstre qui est abattu par Wilhelm, le majordome de Crusch, vengeant ainsi sa défunte femme. Avec l’aide de ses alliés, Subaru s’attaque aux membres du Culte de la Sorcière et se débarrasse de Pételgeuse. Toutefois, ce dernier prend le contrôle de Subaru, qui préfère demander à Julius de le tuer plutôt que de servir de corps à ce fanatique. Ne pouvant accéder à sa requête, c’est Felix qui se charge de la tâche. Subaru se réveille alors après la bataille contre la Baleine Blanche, son « point de sauvegarde » ayant été modifié. Cette fois-ci, il parvient à se débarrasser définitivement de Pételgeuse et de ses partisans et sauve également les habitants du village en les évacuant, non sans devoir déjouer un dernier piège explosif. Subaru se réconcilie enfin avec Émilia et lui avoue son amour pour elle, tandis qu’elle le remercie de l’avoir sauvée avec des larmes de joie.

### Quatrième arc —Le pacte éternel
(Light novel : volumes 10 à 15 ; Roman Web : 141 chapitres ; série animée : épisode 2 à 25 de la seconde saison ; Adaptation manga : 8 volumes - en cours)
Premier cours (série animée)
Après l'intense bataille qui s'est déroulée contre la Baleine Blanche, tandis que Subaru et Émilia, installés à l'arrière d'un chariot, se rapprochent sous l’œil de Petra et des autres enfants d'Alam, le convoi de Crusch Karsten (dans lequel se trouve également Rem) est attaqué et décimé par deux puissants Évêques du Péché du Culte de la Sorcière, inconnus jusqu'alors : Regulus Corneas, de l'Avarice, et Lay Batenkaitos, de la Gourmandise, que Rem affronte. Subaru comprend qu'une chose terrible lui est arrivée quand il se rend compte, au détour d'une conversation anodine, qu'Émilia a totalement oublié l'existence de Rem. Ne pouvant la rejoindre que bien trop tard, à la nuit tombée, à la demeure de Crusch et constater avec impuissance les dégâts subis à la suite de l'attaque, il découvre que la maîtresse des lieux est devenue amnésique et que la jeune soubrette, dont Subaru est désormais la seule et unique personne à se rappeler l'existence, est plongée dans un sommeil profond, telle une coquille vide. Se tranchant la gorge en espérant empêcher cet incident dans une prochaine boucle, Subaru voit malheureusement son « point de sauvegarde » déplacé dans le chariot avec Émilia et les enfants, au moment où il réalise « l'effacement » de Rem de leur existence, rendant par conséquent cet événement inéluctable et irréversible.
Espérant trouver une solution à ce problème auprès de Béatrice et Roswaal, Subaru retourne au manoir de ce dernier avec Émilia et le corps de Rem. Il y rencontre une autre servante absente jusque-là, la semi-humaine Frederica Baumann, et observe la disparition des villageois d'Alam, d'Otto, de Ram ainsi que de leur seigneur, qui se seraient tous réfugiés au Sanctuaire, un lieu appartenant au Domaine Mathers et protégé par la magie. Frederica donne à Subaru et Émilia le moyen de les rejoindre tandis que Petra, récemment engagée comme apprentie domestique, garde le manoir et Rem aux côtés de son aînée et Béatrice. Faisant la connaissance de Garfiel, le gardien des lieux et frère cadet de Frederica, ainsi que de Lewes Birma, la doyenne, Subaru et Émilia apprennent une fois sur place qu'en réalité, ce refuge pour semi-humains retient de force toutes les créatures non humaines qui y pénètrent, ce qui explique l'étrange absence de tout le monde. Afin de libérer le Sanctuaire, Émilia est censée passer et réussir des épreuves dans le Tombeau de la Sorcière, l'édifice central.
Au fur et à mesure des boucles temporelles, dont le « point de sauvegarde » s'est aussi déplacé dans le Tombeau la nuit suivant leur arrivée, Subaru (qui, officieusement, passe les épreuves en parallèle d'Émilia) entre en contact avec la Sorcière de l'Avarice, Echidna. Il découvre alors qu'en plus des difficultés d'Émilia à passer l'épreuve et d'une attaque mortelle sur le manoir et ses occupantes, planifiée en leur absence, approche également l'arrivée au Sanctuaire du Grand Laphydre, l'une des Trois Grandes Bêtes démoniaques qui dévore tout être vivant sur son passage. Quelles que soient ses tentatives pour sauver tout le monde et ainsi obtenir l'issue désirée, Subaru semble toutefois avoir affaire à un nœud gordien.
Discutant finalement en présence des six autres Sorcières du Péché, qui se divisent en deux camps le concernant, et tirant au clair les manigances, il refuse la proposition d'Echidna de passer un contrat avec lui, ce qui lui vaut dorénavant de se voir interdire l'accès au Tombeau. Toutefois, rejoint par Otto alors qu'il semblait quitter au pied levé le Sanctuaire à travers bois, Subaru demeure résolu à se débrouiller pour régler la situation comme il l'entend.

### Cinquième Arc —Les étoiles qui écrivent l'histoire
(Light novel : volumes 16 à 20 ; Roman Web : 84 chapitres; série animée : épisode 1 à 16 de la troisième saison)
Il s'est déroulé 1 an depuis les évènements du Sanctuaire, tout se déroule très bien pour le camp Emilia, ils reçoivent un jour une invitation d'Anastasia Hoshin pour la cité aqueuse de Pristella, réunissant les camps des candidates au trône.
Tout allait pour le mieux jusqu'à l'arrivée d'un ennemi que Subaru ne connait que trop bien, le Culte de la Sorcière.

### Sixième Arc —Le corridor des souvenirs
(Light novel : volumes 21 à 25 ; Roman Web : 90 chapitres)
La bataille de Pristella terminée, Subaru, Emilia, Beatrice, Ram, Meili, Anastasia et Julius se rendent à la tour de Guet des Pléiades afin de rencontrer le sage, dans le but de trouver un remède pour les blessés de la bataille. Cependant les problèmes les rattrapent déjà avant même d'arriver à destination, il faut traverser les dunes de sables d'Augria, réputées infestée de bêtes sorcières.

### Septième Arc —La terre des loups
(Light novel : volumes 26 à 33 ; Roman Web : 116 chapitres)
À la suite des évènements de l'Arc 6, Subaru est téléporté en plein territoire inconnu, accompagné de Rem et Rui. Il se rendra alors compte qu'il a été emporté dans l'Empire de Vollachia, ayant comme devise que les forts l'emporte sur les faibles. Notre protagoniste va devoir trouver un moyen de rentrer chez lui, en survivant dans ce pays aux idées si contraire à ses principes.

### Huitième Arc —Vincent Vollachia
(Light novel : volume 34 à 38 ; Roman Web : 76 chapitres)
Alors que le dénouement de la bataille finale approchait, le rideau du Grand Désastre s'est levé, les morts de l'Empire soulevés, et les ennemis du passé réanimés. La destruction de l'Empire a commencé, l'Empereur ordonne le repli de la capitale vers la ville fortifiée de Garkla, pendant ce temps, Subaru accepte l'aide de Todd afin de s'échapper de Lupugana.

### Neuvième Arc —La Lumière d'une Étoile Sans Nom
(Light novel : volume 39 à plus ; Roman Web : 40 chapitres)
Après avoir sauvé l'Empire du Grand Désastre, Subaru et ses alliés doivent encore gérer ses conséquences avant de pouvoir retourner à Lugnica. À ce moment-là, Aldebaran fit une demande inattendu. Afin d'y répondre, Subaru se rend de nouveau à Tour de Guet des Pleiades, à la recherche d'un Livre des Morts particulier.

## Média

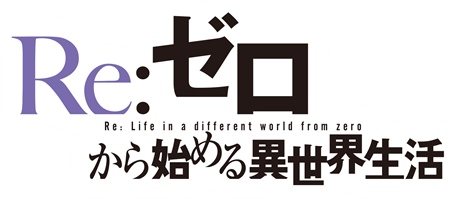
Logo original de la série.

### Roman en ligne
Le web novel Re:Zero kara hajimeru isekai seikatsu est initialement publié par Tappei Nagatsuki sur le site collaboratif Shōsetsuka ni Narō depuis le 20 avril 2012,. La version en ligne compte un total actuel de 736 chapitres répartis en 9 arcs narratifs et plusieurs histoires annexes.

### Light novel
Media Factory acquiert les droits de la série afin de pouvoir publier l'histoire sous format papier, l'auteur en profite pour modifier, rajouter ou supprimer du contenu . Le premier volume du light novel, illustré par Shinichirou Otsuka, est publié le 24 janvier 2014 dans sa collection MF Bunko J. 41 volumes sont sortis au 25 juin 2025 ainsi que six volumes spin off, douze recueils d'histoires courtes et plusieurs autres volumes, que ce soit exclusivité Blu-Ray ou collaboration. La version française est publiée par Ofelbe à partir du 15 juin 2017 sous le titre Re:Zero - Re:vivre dans un autre monde à partir de zéro et la version anglaise par Yen Press sous le titre Re:Zero - Re:Life in a different world from zero.

### Manga
Les arcs du light novel sont adaptés en séries manga séparées. La première série, dessinée par Daichi Matsue, est publiée par Media Factory en deux volumes sortis entre juin 2014 et mars 2015. La seconde, dessinée par Makoto Fugetsu, est publiée par Square Enix en 5 volumes entre mars 2015 et décembre 2017. La troisième, dessinée par Daichi Matsue, est publiée par Square Enix en onze volumes sortis entre décembre 2015 et février 2020. La quatrième, dessinée par Haruno Atori et composée par Yu Aikawa, est publiée depuis février 2020. Une anthologie manga, un recueil et des albums d'illustrations sont également sortis. Les séries mangas sont publiées en version française par Ototo et en version anglaise en Amérique du Nord par Yen Press.

### Série animée
Une adaptation en anime est annoncée par Kadokawa en juillet 2015. La série est dirigée par Masaharu Watanabe, écrite par Masahiro Yokotani et animée par le studio White Fox. Kyuta Sakai est à la fois chargé des postes de character designer et de directeur de chef de l'animation. La diffusion de la série de 25 épisodes débute le 4 avril 2016 avec un épisode pilote de 50 minutes et est diffusée sur TV Tokyo, TV Osaka, TV Aichi, et AT-X,, ainsi qu'en simulcast par Crunchyroll et par Anime Limited au Royaume-Uni.
Une série de courts bonus animés, intitulée Re:Zero kara Hajimeru Break Time (Re:ゼロから始める休憩時間(ブレイクタイム)) et produite par Studio Puyukai, est diffusée par AT-X après chaque épisode de la série. Sa diffusion débute le 8 avril 2016,. Une nouvelle série courte, intitulée Re:Puchi kara Hajimeru Isekai Seikatsu (Re:プチから始める異世界生活), est diffusée à partir du 28 juin 2016.
Une seconde saison est annoncée le 23 mars 2019, accompagnée d'une vidéo d'introduction. Réalisée par la même équipe de production que la première saison, sa diffusion débute sur AT-X, Tokyo MX ou encore TV Aichi, ainsi qu'en simulcast par Crunchyroll, à partir du 8 juillet 2020,, pour le premier cours, puis le 6 janvier 2021 pour le second. Les personnages principaux sont à nouveau doublés par leur seiyū respectif. La seconde saison est composée de 25 épisodes.
Une troisième saison est annoncée le 25 mars 2023, accompagnée d'une vidéo d'introduction sur la chaîne YouTube de Kadokawa. La diffusion a commencé à partir du 2 octobre 2024 et s'est terminé le 20 novembre, concluant la première partie. La deuxième partie a été annoncée pour le 5 février 2025 et se finit le 26 mars 2025.
A la sortie du dernier épisode, un trailer sort officiellement annonçant une quatrième saison, qui est actuellement en production,.

#### Liste des épisodes

##### OVAThe Frozen Bond
| No | Titre français | Titre japonais                       | Titre japonais                                            | Date de 1re diffusion |
| No | Titre français | Kanji                                | Rōmaji                                                    | Date de 1re diffusion |
| --- | -------------- | ------------------------------------ | --------------------------------------------------------- | --------------------- |
| Spécial (Vol. 2) | Lien de glace  | Re:ゼロから始める異世界生活 氷結の絆 | Re:Zero kara hajimeru isekai seikatsu: Hyōketsu no Kizuna | 8 novembre 2019       |
| Cette présuite narre sous forme de souvenir la rencontre entre Émilia et Pack, sept ans avant le début de l’histoire. N.B. : Au temps présent dans la scène d’introduction, il suit chronologiquement l’OVA Memory Snow et précède l’arc Truth of Zero. |                |                                      |                                                           |                       |

##### Saison 1

###### ArcUne journée à la capitale
| No                                    | Titre français                                   | Titre japonais                 | Titre japonais                         | Date de 1re diffusion |
| No                                    | Titre français                                   | Kanji                          | Rōmaji                                 | Date de 1re diffusion |
| ------------------------------------- | ------------------------------------------------ | ------------------------------ | -------------------------------------- | --------------------- |
| 1                                     | La Fin du commencement et le début de la fin     | 始まりの終わりと終わりの始まり | Hajimari no owari to owari no hajimari | 4 avril 2016          |
| [Premier Arc - Chapitres 1-2-3-4-5-6] |                                                  |                                |                                        |                       |
| 2                                     | Retrouvailles avec la sorcière                   | 再会の魔女                     | Saikai no majō                         | 11 avril 2016         |
| [Premier Arc - Chapitres 6-7-8]       |                                                  |                                |                                        |                       |
| 3                                     | Une vie qui commence de zéro dans un autre monde | ゼロから始まる異世界生活       | Zero kara hajimaru isekai seikatsu     | 18 avril 2016         |
| [Premier Arc - Chapitres 8-9-10-11]   |                                                  |                                |                                        |                       |

###### ArcUne semaine au manoir
| No                                     | Titre français                                 | Titre japonais                 | Titre japonais                    | Date de 1re diffusion |
| No                                     | Titre français                                 | Kanji                          | Rōmaji                            | Date de 1re diffusion |
| -------------------------------------- | ---------------------------------------------- | ------------------------------ | --------------------------------- | --------------------- |
| 4                                      | Dans l'intimité du manoir Roswaal              | ロズワール邸の団欒             | Rozuwāru-tei no danran            | 25 avril 2016         |
| [Deuxième Arc - Chapitres 1-2-3-4]     |                                                |                                |                                   |                       |
| 5                                      | Au loin, le matin promis                       | 約束した朝は遠く               | Yakusoku shita asa wa tōku        | 2 mai 2016            |
| [Deuxième Arc - Chapitres 4-5-6-7]     |                                                |                                |                                   |                       |
| 6                                      | Le Cliquetis de la chaîne                      | 鎖の音                         | Kusari no oto                     | 9 mai 2016            |
| [Deuxième Arc - Chapitres 7-8]         |                                                |                                |                                   |                       |
| 7                                      | Retour à la case départ pour Subaru Natsuki    | ナツキ・スバルのリスタート     | Natsuki Subaru no Risutāto        | 16 mai 2016           |
| [Deuxième Arc - Chapitres 8-9-10-11]   |                                                |                                |                                   |                       |
| 8                                      | Sèche tes larmes après avoir pleuré sans répit | 泣いて泣き喚いて泣き止んだから | Naite naki wameite naki yandakara | 23 mai 2016           |
| [Deuxième Arc - Chapitres 12-13-14]    |                                                |                                |                                   |                       |
| 9                                      | Le Sens du courage                             | 勇気の意味                     | Yūki no imi                       | 30 mai 2016           |
| [Deuxième Arc - Chapitres 14-15-16-17] |                                                |                                |                                   |                       |
| 10                                     | Une méthode d'ogre                             | 鬼がかったやり方               | Oni gakatta yarikata              | 6 juin 2016           |
| [Deuxième Arc - Chapitres 17-18]       |                                                |                                |                                   |                       |
| 11                                     | Rem                                            | レム                           | Remu                              | 13 juin 2016          |
| [Deuxième Arc - Chapitres 19-20]       |                                                |                                |                                   |                       |

###### OVAMemory Snow
| No | Titre français   | Titre japonais                          | Titre japonais                                     | Date de 1re diffusion |
| No | Titre français   | Kanji                                   | Rōmaji                                             | Date de 1re diffusion |
| --- | ---------------- | --------------------------------------- | -------------------------------------------------- | --------------------- |
| Spécial (Vol. 1)                                                                                           | Mémoire de neige | Re:ゼロから始める異世界生活 Memory Snow | Re:Zero kara hajimeru isekai seikatsu: Memorī Sunō | 6 octobre 2018        |
| Subaru organise avec ses compagnons un festival de neige au manoir de Roswaal pour les villageois d’Arlam. |                  |                                         |                                                    |                       |

###### ArcTruth of Zero
| No                                            | Titre français                                   | Titre japonais                   | Titre japonais                | Date de 1re diffusion |
| No                                            | Titre français                                   | Kanji                            | Rōmaji                        | Date de 1re diffusion |
| --------------------------------------------- | ------------------------------------------------ | -------------------------------- | ----------------------------- | --------------------- |
| 12                                            | Retour à la capitale                             | 再来の王都                       | Sairai no ōto                 | 20 juin 2016          |
| [Troisième Arc - Chapitres 1-2-3-4]           |                                                  |                                  |                               |                       |
| 13                                            | Subaru Natsuki, chevalier autoproclamé           | 自称騎士ナツキ・スバル           | Jishō kishi Natsuki Subaru    | 27 juin 2016          |
| [Troisième Arc - Chapitres 4-5-6-7-8-9]       |                                                  |                                  |                               |                       |
| 14                                            | La Maladie du désespoir                          | 絶望という病                     | Zetsubō to iu yamai           | 4 juillet 2016        |
| [Troisième Arc - Chapitres 10-11-12]          |                                                  |                                  |                               |                       |
| 15                                            | Au bord de la folie                              | 狂気の外側                       | Kyōki no sotogawa             | 11 juillet 2016       |
| [Troisième Arc - Chapitres 13-14-15]          |                                                  |                                  |                               |                       |
| 16                                            | Les Désirs d'un porc                             | 豚の欲望                         | Buta no yokubō                | 18 juillet 2016       |
| [Troisième Arc - Chapitres 16-17]             |                                                  |                                  |                               |                       |
| 17                                            | Couvert de honte                                 | 醜態の果てに                     | Shūtai no hate ni             | 25 juillet 2016       |
| [Troisième Arc - Chapitres 17-18-19-20]       |                                                  |                                  |                               |                       |
| 18                                            | De zéro                                          | ゼロから                         | Zero kara                     | 1er août 2016         |
| [Troisième Arc - Chapitres 20-21-22]          |                                                  |                                  |                               |                       |
| 19                                            | Chasse à la baleine blanche                      | 白鯨攻略戦                       | Hakugei kōryaku sen           | 8 août 2016           |
| [Troisième Arc - Chapitres 23-24-25]          |                                                  |                                  |                               |                       |
| 20                                            | Wilhelm van Astrea                               | ヴィルヘルム・ヴァン・アストレア | Viruherumu van Asutorea       | 15 août 2016          |
| [Troisième Arc - Chapitres 26-27]             |                                                  |                                  |                               |                       |
| 21                                            | Un pari contre le désespoir                      | 絶望に抗う賭け                   | Zetsubō ni aragau kake        | 22 août 2016          |
| [Troisième Arc - Chapitres 27-28-29-30-31-32] |                                                  |                                  |                               |                       |
| 22                                            | Éclair de paresse                                | 怠惰一閃                         | Taida issen                   | 29 août 2016          |
| [Troisième Arc - Chapitres 33-34-35-36]       |                                                  |                                  |                               |                       |
| 23                                            | Diabolique paresse                               | 悪辣なる怠惰                     | Akuratsu naru taida           | 5 septembre 2016      |
| [Troisième Arc - Chapitres 36-37-38-39]       |                                                  |                                  |                               |                       |
| 24                                            | Le chevalier autoproclamé et le chevalier modèle | 自称騎士と最優の騎士             | Jishō kishi to saiyū no kishi | 12 septembre 2016     |
| [Troisième Arc - Chapitres 40-41-42-43]       |                                                  |                                  |                               |                       |
| 25                                            | Une simple histoire                              | ただそれだけの物語               | Tada soredakeno monogatari    | 19 septembre 2016     |
| [Troisième Arc - Chapitres 44-45-46-47-48-49] |                                                  |                                  |                               |                       |

##### Saison 2

###### ArcLe pacte éternel
| No                                   | Titre en français                                      | Titre original                                                          | Date de 1re diffusion |
| ------------------------------------ | ------------------------------------------------------ | ----------------------------------------------------------------------- | --------------------- |
| 1 (26)                               | Les serments de chacun                                 | それぞれの誓い Sorezore no chikai                                       | 8 juillet 2020        |
| [Troisième Arc - Chapitres 50-52-53] |                                                        |                                                                         |                       |
| 2 (27)                               | La prochaine destination                               | 次なる場所 Tsuginaru bashō                                              | 15 juillet 2020       |
| [Quatrième Arc - Chapitres 1-2-3]    |                                                        |                                                                         |                       |
| 3 (28)                               | Des retrouvailles tant attendues                       | 待ちかねた再会 Machikaneta saikai                                       | 22 juillet 2020       |
| 4 (29)                               | Parents et enfant                                      | 親子 Oyako                                                              | 29 juillet 2020       |
| 5 (30)                               | Un pas en avant                                        | 踏み出した一歩 Fumidashita ippo                                         | 5 août 2020           |
| 6 (31)                               | L'Évangile de la fillette                              | 少女の福音 Shōjo no fukuin                                              | 12 août 2020          |
| 7 (32)                               | Un ami                                                 | ユージン Yūjin                                                          | 19 août 2020          |
| 8 (33)                               | La valeur d'une vie                                    | 命の価値 Inochi no kachi                                                | 26 août 2020          |
| 9 (34)                               | LOVE LOVE LOVE YOU                                     | らぶらぶらぶらぶらぶらぶゆー Rabu Rabu Rabu Rabu Rabu Rabu Yū           | 2 septembre 2020      |
| 10 (35)                              | Je connais l'enfer                                     | 地獄なら知っている Jigoku nara shitte iru                               | 9 septembre 2020      |
| 11 (36)                              | Le goût de la mort                                     | 死の味 Shi no aji                                                       | 16 septembre 2020     |
| 12 (37)                              | La réception des sorcières                             | 魔女たちの茶会 Majo-tachi no chakai                                     | 23 septembre 2020     |
| 13 (38)                              | Un son accablant                                       | 泣きたくなる音 Nakitaku naru oto                                        | 30 septembre 2020     |
| 14 (39)                              | STRAIGHT BET                                           | STRAIGHT BET                                                            | 6 janvier 2021        |
| 15 (40)                              | Otto Suwen - Une raison de croire                      | オットー・スーウェン - 信じる理由 Ottō Sūwen - Shinjiru riyū            | 13 janvier 2021       |
| 16 (41)                              | La pierre de Kwain ne peut être soulevée sans aide     | クウェインの石は一人じゃ上がらない Kuwein no ishi wa hitori ja agaranai | 20 janvier 2021       |
| 17 (42)                              | L'itinéraire de la mémoire                             | 記憶の旅路 Kioku no tabiji                                              | 27 janvier 2021       |
| 18 (43)                              | Le jour où Alpha d’Orion a ri                          | 平家星の笑った日 Heikeboshi no waratta hi                               | 3 février 2021        |
| 19 (44)                              | Le permafrost de la forêt d'Elior                      | エリオール大森林の永久凍土 Eriōru dai shinrin no eikyū tōdo             | 10 février 2021       |
| 20 (45)                              | Le commencement du Sanctuaire, et le début de sa chute | 聖域の始まりと、崩壊の始まり Seiiki no hajimari to, hōkai no hajimari   | 17 février 2021       |
| 21 (46)                              | Des retrouvailles bestiales                            | 咆哮の再会 Hōkō no saikai                                               | 24 février 2021       |
| 22 (47)                              | Le bonheur reflété à la surface de l'eau               | 水面に映る幸せ Minamo ni utsuru shiawase                                | 3 mars 2021           |
| 23 (48)                              | L'amour du sang et des entrailles                      | 血と臓物まで愛して Chi to zōmotsu made aishite                          | 10 mars 2021          |
| 24 (49)                              | Choisis-moi                                            | 俺を選べ Ore o erabe                                                    | 17 mars 2021          |
| 25 (50)                              | De fous pas de danse sous la lune                      | 月下、出鱈目なステップ Gekka, detarame na Suteppu                       | 24 mars 2021          |

##### Saison 3

###### ArcLes étoiles qui écrivent l'histoire
| No      | Titre en français                        | Titre original                                                           | Date de 1re diffusion |
| ------- | ---------------------------------------- | ------------------------------------------------------------------------ | --------------------- |
| 1 (51)  | Malice théâtrale                         | 劇場型悪意 Gekijō-gata Akui                                              | 2 octobre 2024        |
| 2 (52)  | Conclusion dans le feu et la glace       | 氷炎の結末 Hyouen no Ketsumatsu                                          | 9 octobre 2024        |
| 3 (53)  | Gorgeous Tiger                           | ゴージャス・タイガー Gorgeous Tiger                                      | 16 octobre 2024       |
| 4 (54)  | Opération reprise de la mairie           | 都市庁舎奪還作戦 Toshi Chousha Dakkan Sakusen                            | 23 octobre 2024       |
| 5 (55)  | Inondation                               | 濁流 Dakuryuu                                                            | 30 octobre 2024       |
| 6 (56)  | La condition pour être chevalier         | 騎士の条件 Kishi no Jōken                                                | 6 novembre 2024       |
| 7 (57)  | Le nouveau héros et le plus ancien héros | 最も新しい英雄と最も古い英雄 Mottomo Atarashī Eiyū to Mottomo Furui Eiyū | 13 novembre 2024      |
| 8 (58)  | L'homme que j'aimerai un jour            | いつか好きになる人 Itsuka Sukininaru Hito                                | 20 novembre 2024      |
| 9 (59)  | Une ville en guerre                      | 混戦都市 Konsen Toshi                                                    | 5 février 2025        |
| 10 (60) | Le combat contre l'avarice               | 劇場前悪意 Gekijō-zen Akui                                               | 12 février 2025       |
| 11 (61) | Liliana Mascarade                        | リリアナ・マスカレード Ririana・Masukarēdo                               | 19 février 2025       |
| 12 (62) | Regulus Corneas                          | レグルス・コルニアス Regurusu・Koruniasu                                 | 26 février 2025       |
| 13 (63) | Les louanges du guerrier                 | 戦士の称賛 Senshi no Shōsan                                              | 5 mars 2025           |
| 14 (64) | Theresia van Astrea                      | テレシア・ヴァン・アストレア Tereshia・van・Asutorea                     | 12 mars 2025          |
| 15 (65) | L'horrible banquet                       | 醜悪なる晩餐会 Shūakunaru Bansan-kai                                     | 19 mars 2025          |
| 16 (66) | Résultats de la bataille de Priestella   | プリステラ攻防戦リザルト Purisutera Kōbō-sen Rizaruto                    | 26 mars 2025          |

#### Musique

##### Génériques
Le premier thème d'ouverture est Redo par Konomi Suzuki (鈴木このみ). Le premier thème de fin est STYX HELIX joué par MYTH & ROID et comporte sur le même album l'insert STRAIGHT BET.
La musique du second thème d'ouverture Paradisus-Paradoxum est également réalisée par MYTH & ROID et comporte sur le même album l'insert theater D. Le second thème de fin Stay Alive est chanté par Rie Takahashi (高橋李依) et comporte sur le même album les insert Bouya no Yume yo, également par Rie Takahashi, et Wishing, par Inori Minase (水瀬いのり).
| Début                        | Début               | Début         | Fin               | Fin            | Fin           |
| Épisodes                     | Titre               | Artiste       | Épisodes          | Titre          | Artiste       |
| ---------------------------- | ------------------- | ------------- | ----------------- | -------------- | ------------- |
| 2, 4, 6, 8, 10               | Redo                | Konomi Suzuki | 1–5, 8–11, 25     | STYX HELIX     | MYTH & ROID   |
| 14, 17, 19, 20, 23           | Paradisus-Paradoxum | MYTH & ROID   | 13, 16–17, 20, 23 | Stay Alive     | Rie Takahashi |
| 30, 33                       | Realize             | Konomi Suzuki | 28, 29, 32, 34    | Memento        | nonoc         |
| 44, 46                       | Long shot           | Mayu Maeshima | 45, 47            | Believe in you | nonoc         |
| 52-53, 55, 57, 59-61, 63, 65 | Reweave             | Konomi Suzuki | 52, 54-56, 59-64  | NOT LUX        | MYTH & ROID   |

Les épisodes 7, 14 et 18 n'utilisent pas de générique de fin et passent les crédits durant tout ou partie de l'insert song prenant leur place.
| Épisodes | Titre            | Artiste                          |
| -------- | ---------------- | -------------------------------- |
| 7        | STRAIGHT BET     | MYTH & ROID                      |
| 8        | Bouya no Yume yo | Rie Takahashi, en tant qu'Émilia |
| 14       | theater D        | MYTH & ROID                      |
| 18       | Wishing          | Inori Minase, en tant que Rem    |

#### Épisodes spéciaux
Une première OVA intitulée Memory Snow a été annoncée en septembre 2017 pendant le MF Bunko J Summer School Festival 2017. Elle est sortie le 6 octobre 2018 dans les salles japonaises et adapte les chapitres suivants :
- Premier incident de la mayonnaise (arc 2 du manga, tome 4, histoire spéciale)
- Le premier rendez-vous d'Émilia (histoire courte, édition limitée et exclusive aux boutiques)
- Certains l'aiment froid (collections d'histoires courtes, tome 2, chapitre 5)
- Alcool et panique (collections d'histoires courtes, tome 2, chapitre 6)

Concernant l'intrigue, celle-ci se situe au cœur de la série animée, entre l'arc de la semaine au manoir et l'arc Truth of Zero.

Le thème de fin White White Snow est interprété par Nonoc (en).

Une seconde OVA intitulée Hyōketsu no Kizuna a été annoncée en septembre 2018. Elle est sortie le 8 novembre 2019, dans les salles japonaises et narre la rencontre entre Émilia et Pack, adaptant ainsi le roman préquel qui fut fourni avec le premier Blu-ray japonais de la série :
- Re:Zero kara hajimeru zenjitsutan Hyōketsu no Kizuna (Re:Zero Prequel: Bond of Ice)

#### Incursion
Un projet d'incursion en animation entre KonoSuba, Yōjo Senki, Overlord et Re:Zero a été annoncé en octobre 2018 via l’ouverture d'un site dédié. Intitulé Isekai Quartet (異世界かるてっと, Isekai Karutetto), les personnages de ces quatre séries apparaîtront en SD. Minoru Ashina écrit et réalise le projet au sein de Studio Puyukai avec Minoru Takehara en tant que character designer et directeur en chef de l'animation. Dans cette série, un mystérieux bouton apparaît soudainement un jour et les personnages qui le pressent sont emmenés dans un nouveau monde. Elle est diffusée au Japon du 10 avril 2019 au 26 juin 2019 sur Tokyo MX, et un peu plus tard sur MBS, BS11, AT-X et TVA,, pour un total de 12 épisodes. Une deuxième saison est diffusée entre janvier et mars 2020.

### Jeux vidéo
Une adaptation de la série en visual novel par le studio 5pb. est centrée, non pas sur l'histoire originale, mais sur un spin-off où Subaru reçoit une récompense maudite, à la suite du concours de la plus belle reine, et qui le conduira à devoir recevoir un baiser de la part d'une beauté afin d'échapper à la mort. Ce visual novel intitulé Re:Zero kara Hajimeru Isekai Seikatsu -Death or Kiss- est sorti le 30 mars 2017 sur PlayStation 4 et PlayStation Vita.
Un jeu mobile a été annoncé en mars 2020 par Sega. Le jeu retrace les événements principaux tout en proposant une histoire originale. Intitulé Re:Zero: Lost in Memories, il est sorti en septembre 2020 au Japon sur Android et iOS, avant d'être rendu indisponible en mai 2023.
Un jeu sur consoles, dénommé Re:Zero - The Prophecy of the Throne, a été annoncé fin mai 2020 par Spike Chunsoft. Sorti début 2021 au Japon et en Occident sur PlayStation 4, Steam et Nintendo Switch, le jeu invite les joueurs à suivre une histoire originale centrée sur les événements liés à l'élection royale, mêlant visual novel et mécaniques de combats au tour par tour. Concernant le doublage, il est possible de choisir entre les voix japonaises ou anglaises.

## Réception
D'après le site Internet de light novel japonais LN News, la série a été imprimée à 1 million d'exemplaires en 2016. La série de light novel était la dixième série la plus vendue au Japon et ce de novembre 2015 à mai 2016 avec un total de 263 357 copies vendues. Durant cette période, les premier et second volumes étaient respectivement 35e et 48e dans le classement des meilleures ventes avec 49 194 et 41 617 exemplaires.
La série est classée première dans un sondage (sur un échantillon de 820 personnes) effectué par le site japonais Anime! Anime! dans le but de déterminer la meilleure série du printemps 2016.